# أب بوتي غلال (تشين)
أب بوتي غلال (بالفارسية: آب پوتی گلال) هي قرية تقع في إيران في قسم تشین الريفي. يقدر عدد سكانها بـ 23 نسمة بحسب إحصاء 2016.